# Gentiana capitata
Gentiana capitata är en gentianaväxtart. Gentiana capitata ingår i släktet gentianor, och familjen gentianaväxter.

## Underarter
Arten delas in i följande underarter:
- G. c. capitata
- G. c. harwanensis